# 末永雄大
末永 雄大（すえなが ゆうた、1983年5月1日 - ）は、日本の実業家。アクシス株式会社代表取締役社長。

## 来歴
- 2008年 - 青山学院大学法学部卒業、株式会社リクルートエージェント（現・株式会社リクルート）入社。
- サイバーエージェントに転職し、アカウントプランナーとしてインターネットを活用した集客支援をおこなう。
- 2011年 - ヘッドハンター・転職エージェントとして独立
- 2012年 - アクシス株式会社を設立し、代表取締役に就任。
- iU 情報経営イノベーション専門職大学客員教授[1]
- 一般社団法人 日本人材紹介事業協会の事業組織委員
- 月間40万人の読者が読む転職メディア「すべらない転職」の運営やキャリアに特化した有料パーソナルトレーニングサービス「マジキャリ」など多岐にわたるキャリア支援サービスを展開。転職エージェントとして20代向けの転職・キャリア支援を行いながら、インターネットビジネスの事業開発や大学・ハローワークでのキャリアについての講演活動、ヤフーニュースや東洋経済オンラインでの寄稿など幅広く活動している。

## 主な著書
- 「成功する転職面接 成否の9割は「準備」の質で決まる」（2020年6月、ナツメ社）[2]
- 「キャリアロジック」（2020年8月、実業之日本社）[3]

## メディア出演
- 2021年5月：朝日放送テレビ『芸能界常識チェック！～トリニクって何の肉！?～』出演
- 2022年6月：Abema TV『ABEMA Prime 転職を考える22時間』出演
- 2022年9月：週刊ダイヤモンド「「自己流スキルアップ」の注意点」掲載（2022年9月17日・24日合併特大号）